# Клуб фабрики «Свобода»
Клуб фабрики «Свобода» (также известен как «Дворец культуры им. М. Горького», «Дворец культуры работников торговли» и «Суриковъ-Холл») — здание клуба на Вятской улице в Москве, построенное в 1929 году по проекту выдающегося советского архитектора Константина Мельникова для рабочих Государственной мыльно-косметической фабрики «Свобода» треста ТЭЖЭ № 4 Союза химиков (позднее Косметическое объединение «Свобода»).
Здание клуба было реставрировано в 2004—2006 годах, в результате чего практически полностью был восстановлен его первоначальный внешний облик. Однако в результате реконструкции здания под организацию культурно-досугового комплекса «Суриковъ-Холл» была полностью утеряна планировка и нарушена стилистика интерьеров памятника архитектуры.

## История
Для Союза химиков (Всесоюзного профсоюза работников химической промышленности СССР) К. С. Мельниковым было практически одновременно спроектировано и построено четыре здания клубов: клуб имени Фрунзе, клуб завода «Каучук», Клуб фарфористов в Ликино-Дулёво и клуб для рабочих Государственной мыльно-косметической фабрики «Свобода» треста ТЭЖЭ. К моменту начала сотрудничества с Союзом химиков, Мельников уже осуществлял строительство для Союза коммунальников дома культуры на Стромынке.

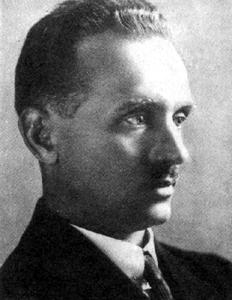
Архитектор К. С. Мельников

Фабрика «Свобода» возникла на базе старейшей в России парфюмерной фабрики Товарищества «А. Ралле и Ко», открытой в Москве в 1843 году. В 1917 году фабрика «А. Ралле и Ко» была национализирована, получив название «Государственный мыловаренный завод № 4». Руководители нескольких «номерных» предприятий, недовольные безликими названиями заводов, стали ходатайствовать перед Советом народных комиссаров о присвоении им более благозвучных имен — так в 1922 году фабрика получила название «Государственная мыльно-косметическая фабрика „Свобода“», вошедшая позднее в трест ТЭЖЭ.
Под строительство клуба был отведён участок на улице Вятской, поблизости с производственной территорией фабрики «Свобода».
В 1947 году здание клуба было передано профсоюзу работников советской торговли. В послевоенное время клуб стал известен как Дворец культуры им. М. Горького (ДК им. Горького).
В отраслевом ДК им. Горького работали творческие самодеятельные коллективы, клубы по интересам, проводилось обучение культурно-массовых комиссий профкомов, организовывались торжественные и культурные мероприятия, демонстрировались фильмы. Для детей работников советской торговли работал детский сектор, проводились недели детской книги, организовывались выставки детского творчества.
В 1990 году, в связи со 100-летием со дня рождения К. С. Мельникова, клуб фабрики «Свобода» включён в Список объектов культурного наследия Москвы регионального значения.

## Архитектурно-планировочное решение
Поданная К. С. Мельниковым Союзу химиков архитектурная идея клуба фабрики «Свобода» оказалась противоположной трём ранее спроектированным для этого профсоюза клубам:

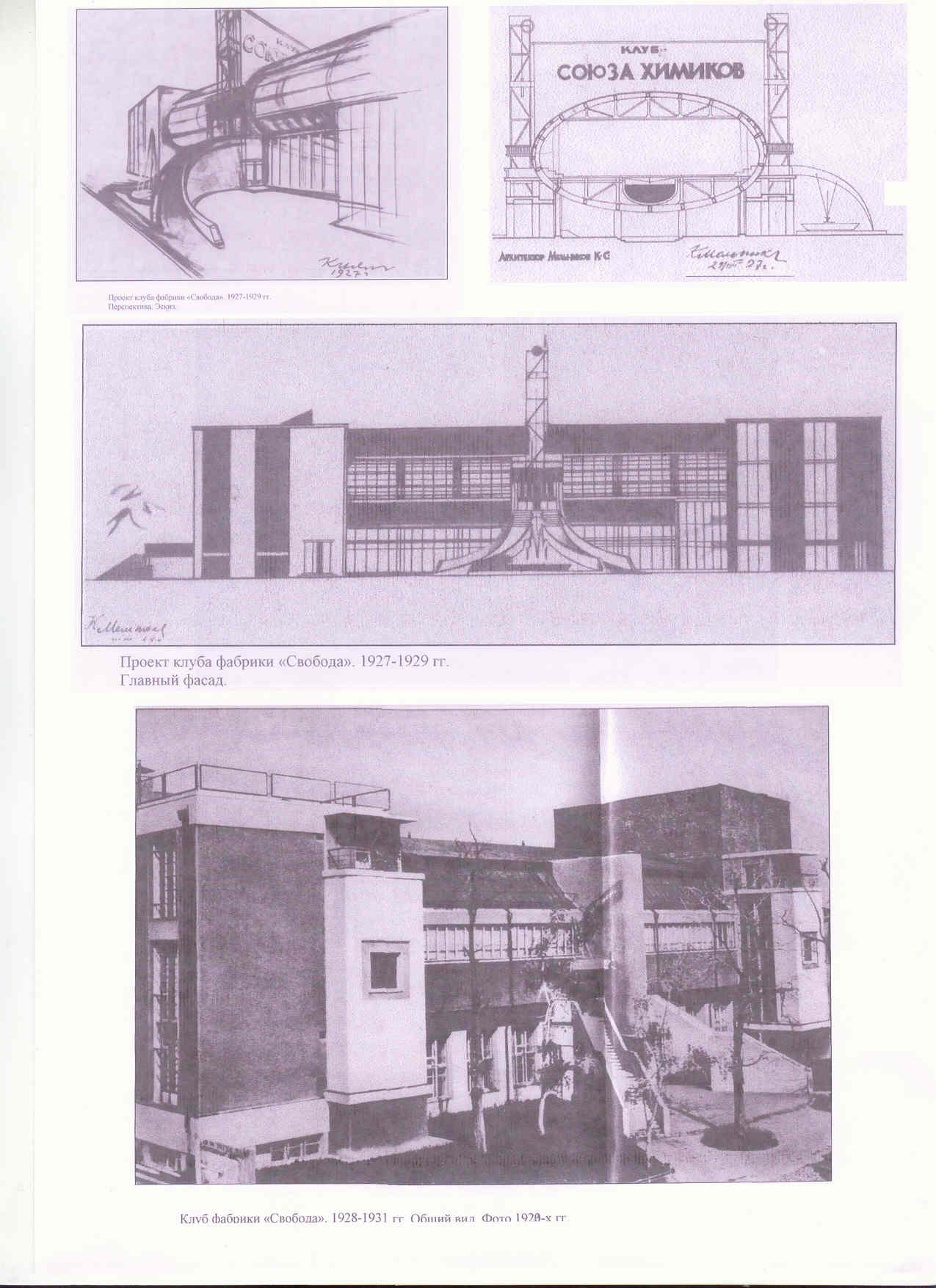
Проекты Мельникова и что по ним построили в 1920-х гг.

…если в тех предыдущих механическая форма архитектуры состояла в интеграции помещений, — писал в 1965 году К. Мельников, — то во Дворце на Вятской улице зрительный зал запроектирован удлинённой эллиптического сечения цистерной, которая разрезалась опускной стеной пополам на «кино» и «театр» со всей сложно оборудованной сценой.

Из всех осуществлённых построек К. Мельникова, проект клуба фабрики «Свобода» подвергся при строительстве наибольшим изменениям. Согласно первоначальному проекту под полом зрительного зала клуба был предусмотрен плавательный бассейн, который при строительстве решено было не возводить, так как на этом отрезке Вятской улицы отсутствовало водоснабжение и канализация. Входы в клуб были запроектированы в виде четырёх пандусов ведущих непосредственно на второй этаж: два из них расположены со стороны Вятской улицы и два со стороны парка. Устройство с двух сторон здания симметричных пандусов было рассчитано не только на вход в клуб, но и на пропуск через зрительный зал массовых шествий и демонстраций. Помимо этого под пандусами были запроектированы входы, ведущие в вестибюль клуба. Пандусы во время строительства были заменены на лестницы, а со стороны парка их вовсе решено было не возводить. Активное использование Мельниковым в проекте клуба фабрики «Свобода» и ряде других построек внешних лестниц (Клуб завода «Каучук», Дом культуры им. И. В. Русакова) объясняется его стремлением сократить объёмы внутренних вспомогательных помещений: противопожарные нормы тех лет требовали для внутренних лестниц очень большой кубатуры, а на размер наружных они не распространялись. Отказ от строительства бассейна и пандусов повлёк изменения конструктивного и пространственного порядка.
Архитектурное решение клуба было оценено современниками неоднозначно. «Образцом формалистического подхода» был назван проект Мельникова журналом «Строительство Москвы».

### Переделки и утраты
В 1950-х годах кирпичом были заложены остекления фасада, демонтированы ведущие на второй этаж лестницы и железобетонный чехол для раздвижной стены. При этом К. Мельников к проекту по переделке здания приглашён не был. На месте ликвидированных лестниц возникла глухая стена, которую украсил барельеф и рельефный автограф М. Горького.

## Современное состояние

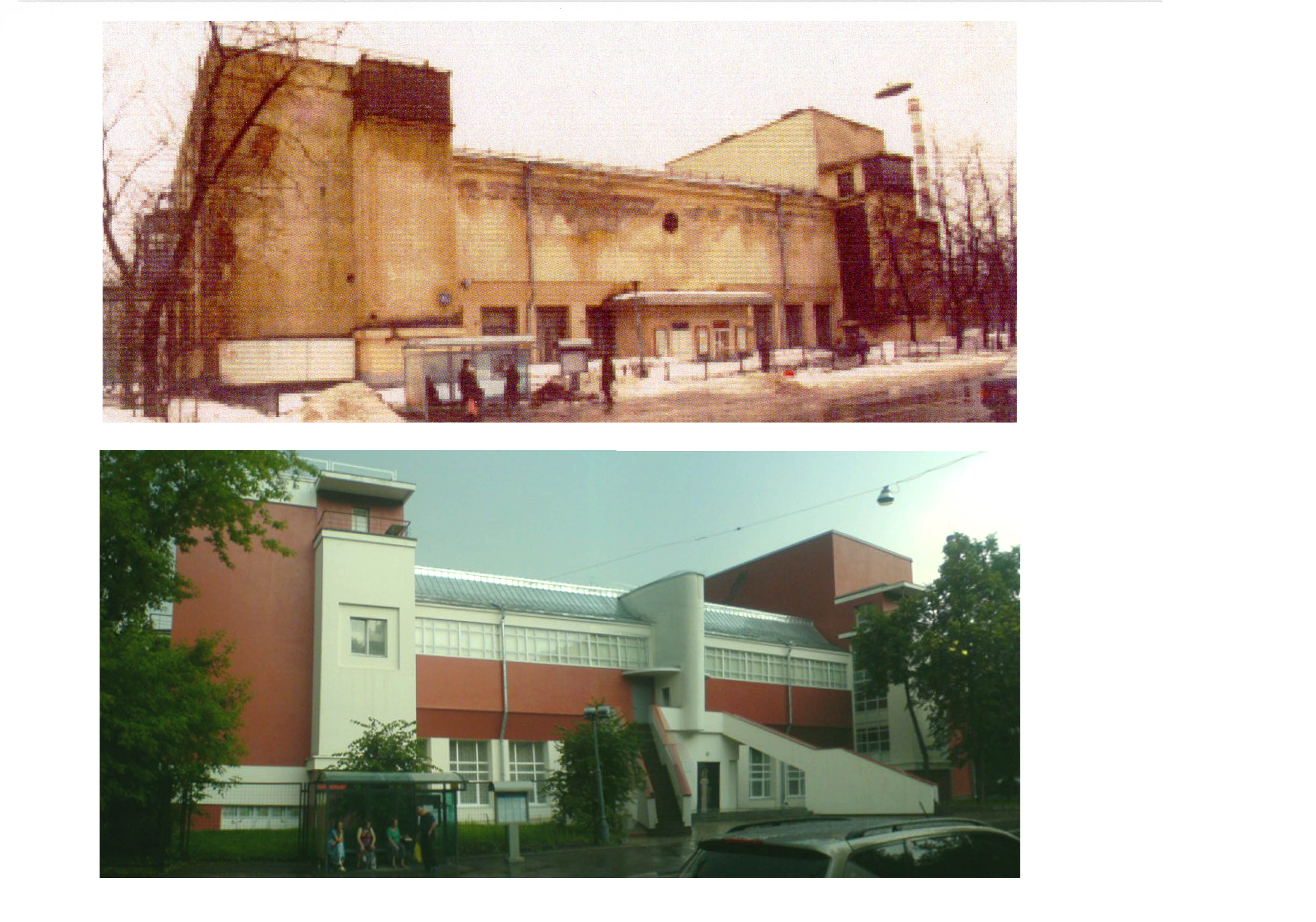
Клуб фабрики «Свобода» до и после реставрации

В 1980-х годах во Дворце культуры имени М. Горького работали творческие коллективы: народный хор, камерный хор (рук. Р. Ю. Моисеев), камерный оркестр, детская хоровая студия «Данко» (рук. М. Махлис), студия бальных танцев (рук. Л. и С. Поповы) и др. В начале 2000-х годов в клубе существовал ряд творческих коллективов, среди которых ансамбль эстрадного танца «Марина», ансамбль русского танца «Умелицы», ансамбль русской песни «Лучинушка», хор ветеранов войны и труда.
В 2001 году здание было передано в аренду Дворцу культуры работников торговли на пять лет. Позднее срок аренды был продлён до 15 лет. Однако, 20 марта 2003 года Распоряжением Мэра Москвы Ю. М. Лужкова здание клуба фабрики «Свобода» было передано ООО «ИНТЭС», которое должно было обеспечить финансирование и реализацию в 2003—2004 годах инвестиционного проекта по строительству, реконструкции и реставрации памятника архитектуры.
В 2004—2006 годах здание клуба было отреставрировано коллективом архитекторов-реставраторов Центральных научно-реставрационных проектных мастерских (ЦНРПМ) под руководством главного архитектора Е. И. Толстопятенко, при участии архитекторов А. А. Верещагина, И. Б. Синицыной, инженера Е. В. Боровиковой, инженеров-технологов М. А. Арифулиной М. А. и Л. И. Первых.
Специалистов наняла компания ООО «Интэс».
За осуществление этого проекта коллектив архитекторов-реставраторов получил золотой диплом Смотра лучших архитектурных произведений 2004—2006 годов.

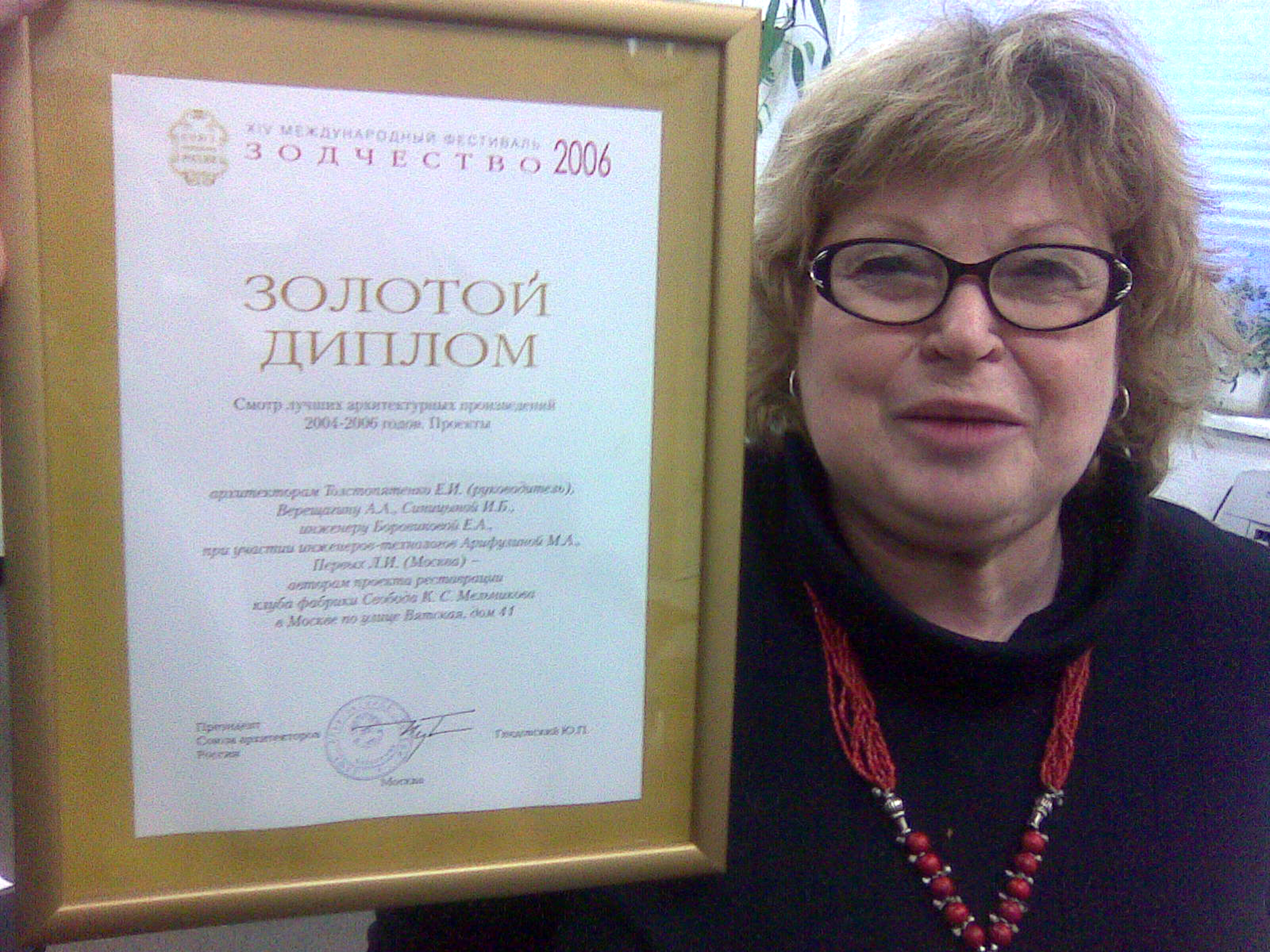
Е. И. Толстопятенко на вручении золотого диплома за этот проект.

Вместе с тем, воссоздание внешнего облика клуба было проведено с некоторым отступлением от первоначального: так, не были восстановлены заложенные в 1950-х годах большие вертикальные окна боковых частей здания.
Существуют планы совмещения здания клуба с современным торговым комплексом.

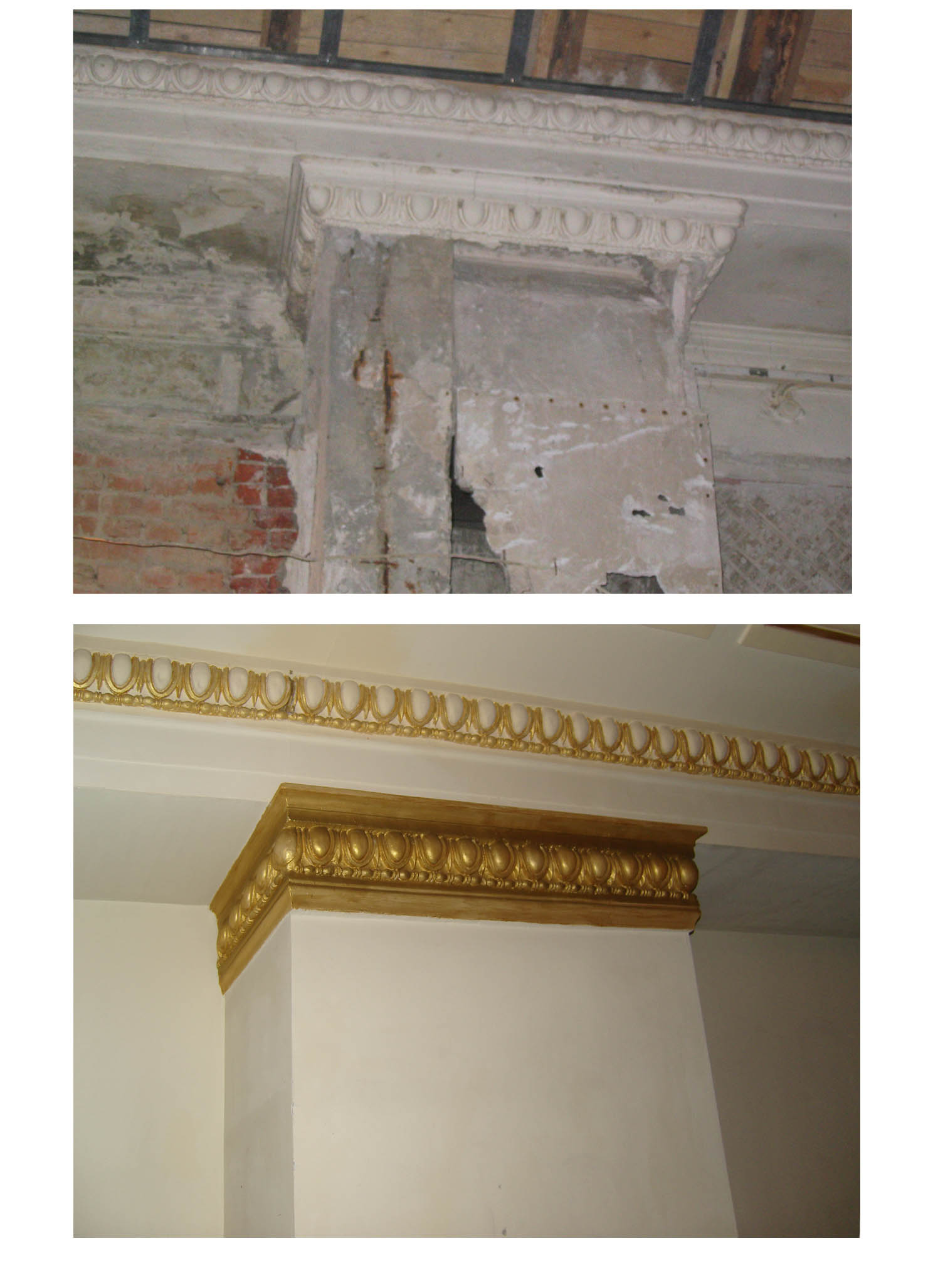
Клуб фабрики «Свобода» (Внутреннее помещение. Зал. Колонна.) до и после реставрации

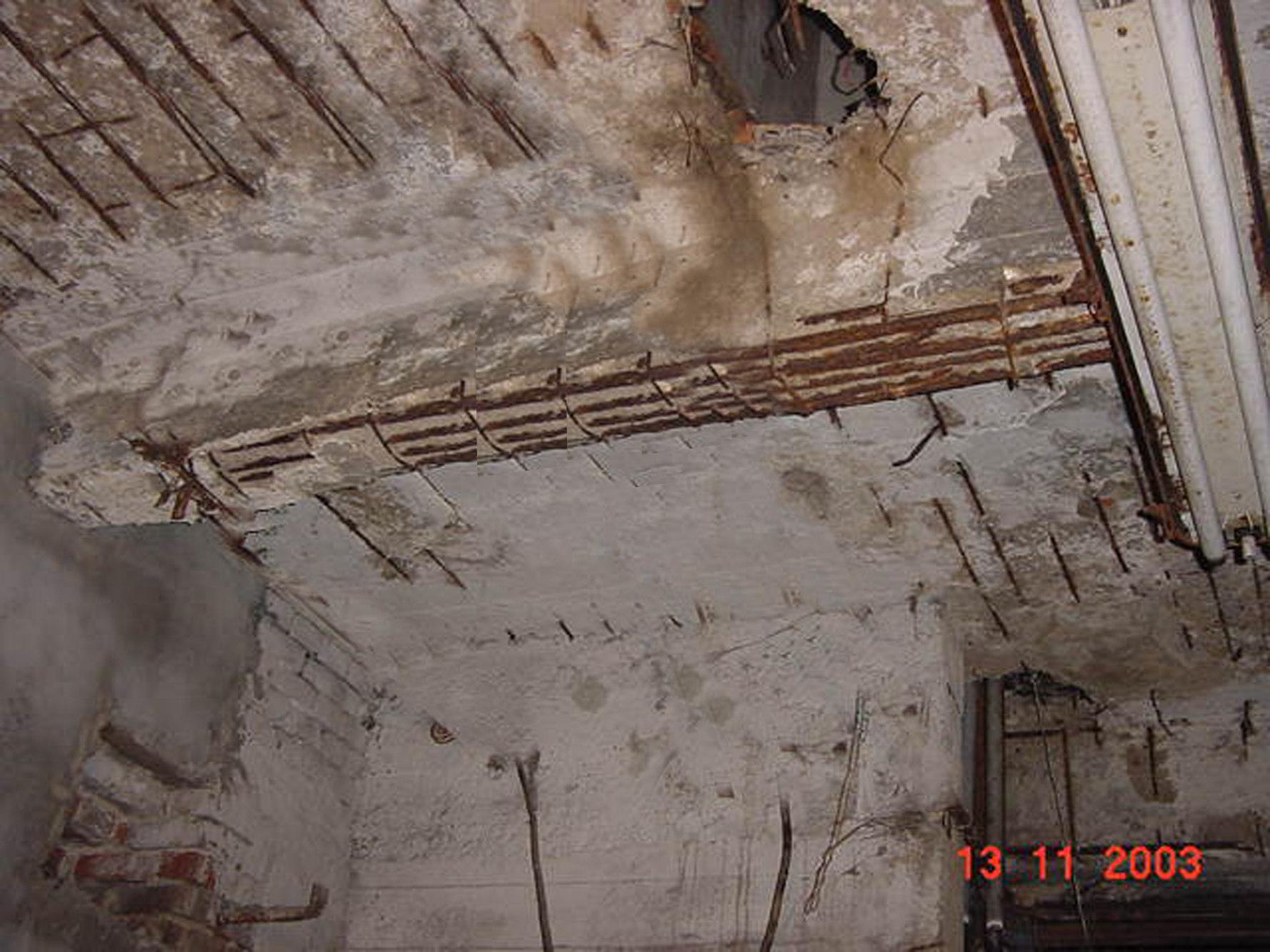
Клуб фабрики «Свобода» до реставрации (Внутренние помещения)

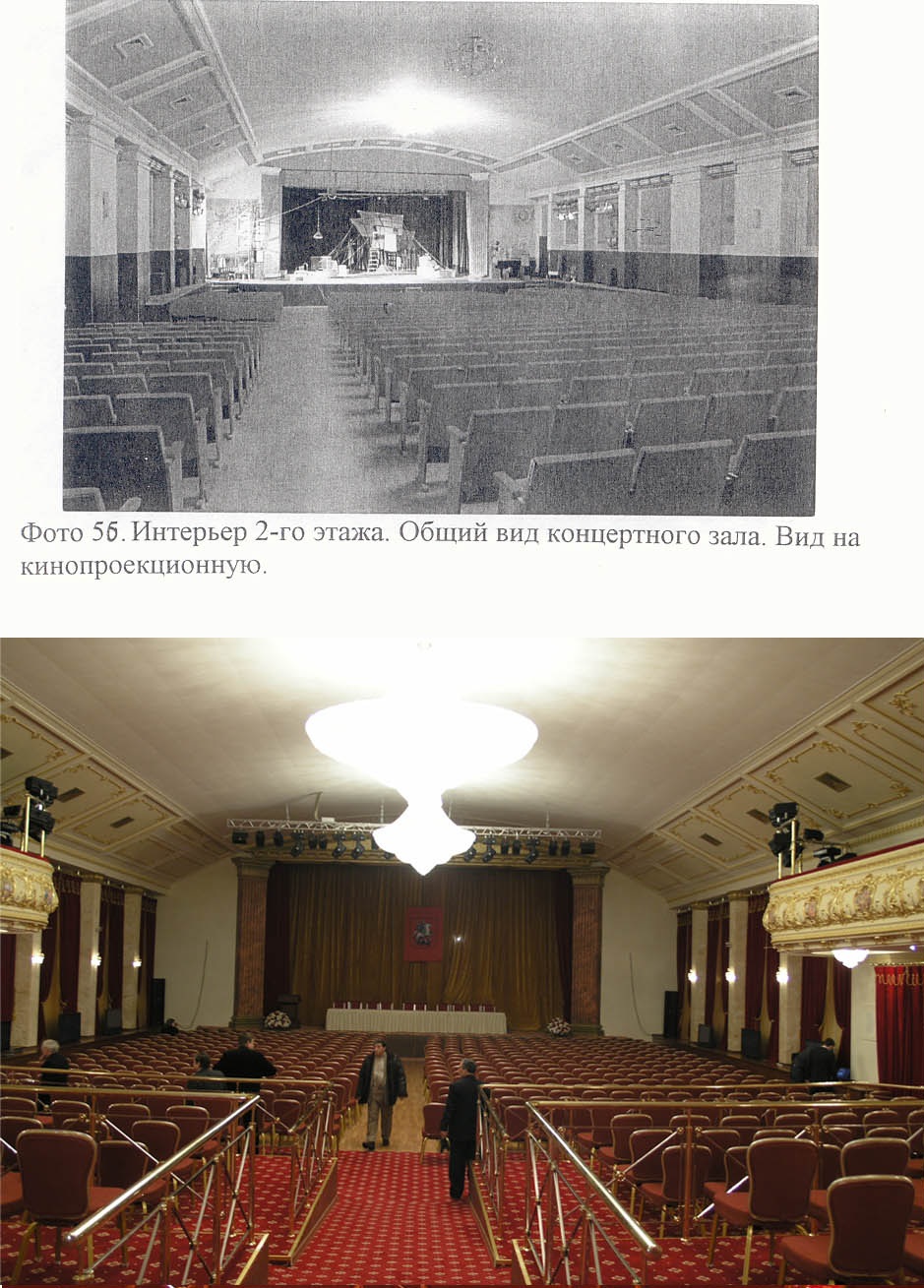
Клуб фабрики «Свобода» (Внутреннее помещение. Зал. Колонна.) до и после реставрации

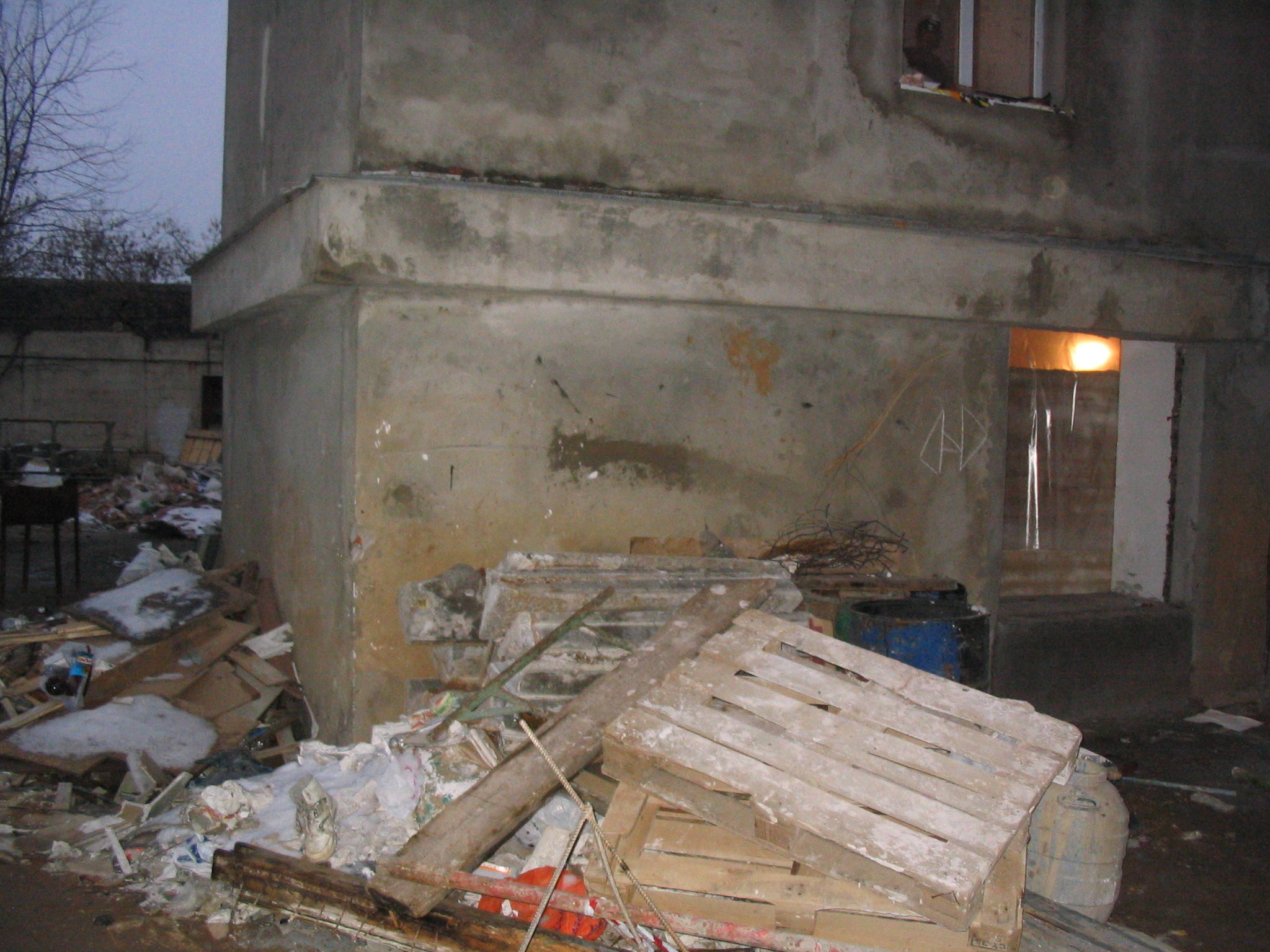
Клуб фабрики «Свобода» (мусор на территории) — до реставрации

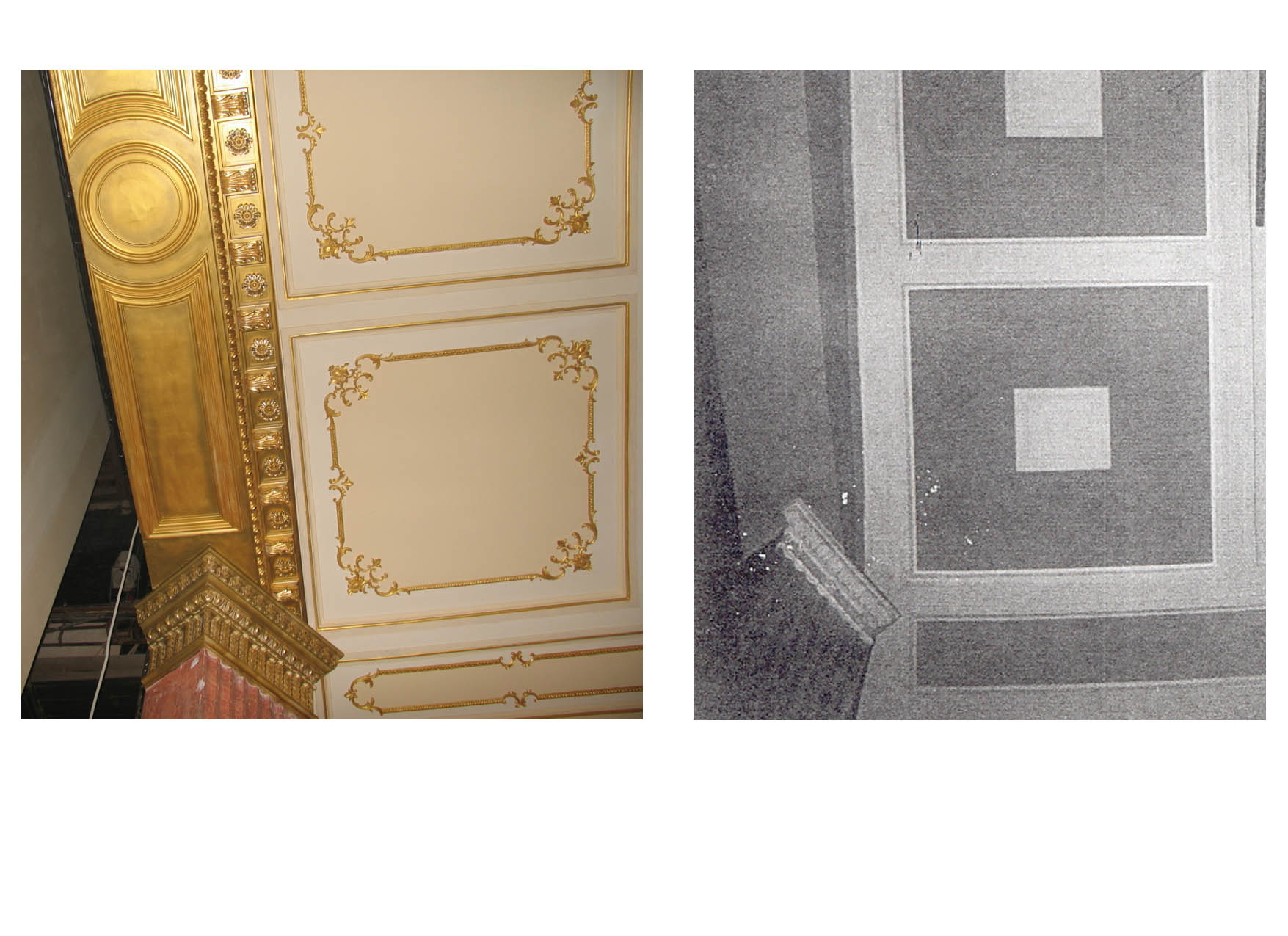
Клуб фабрики «Свобода» (Внутреннее помещение. Зал. Колонна.) после и до реставрации

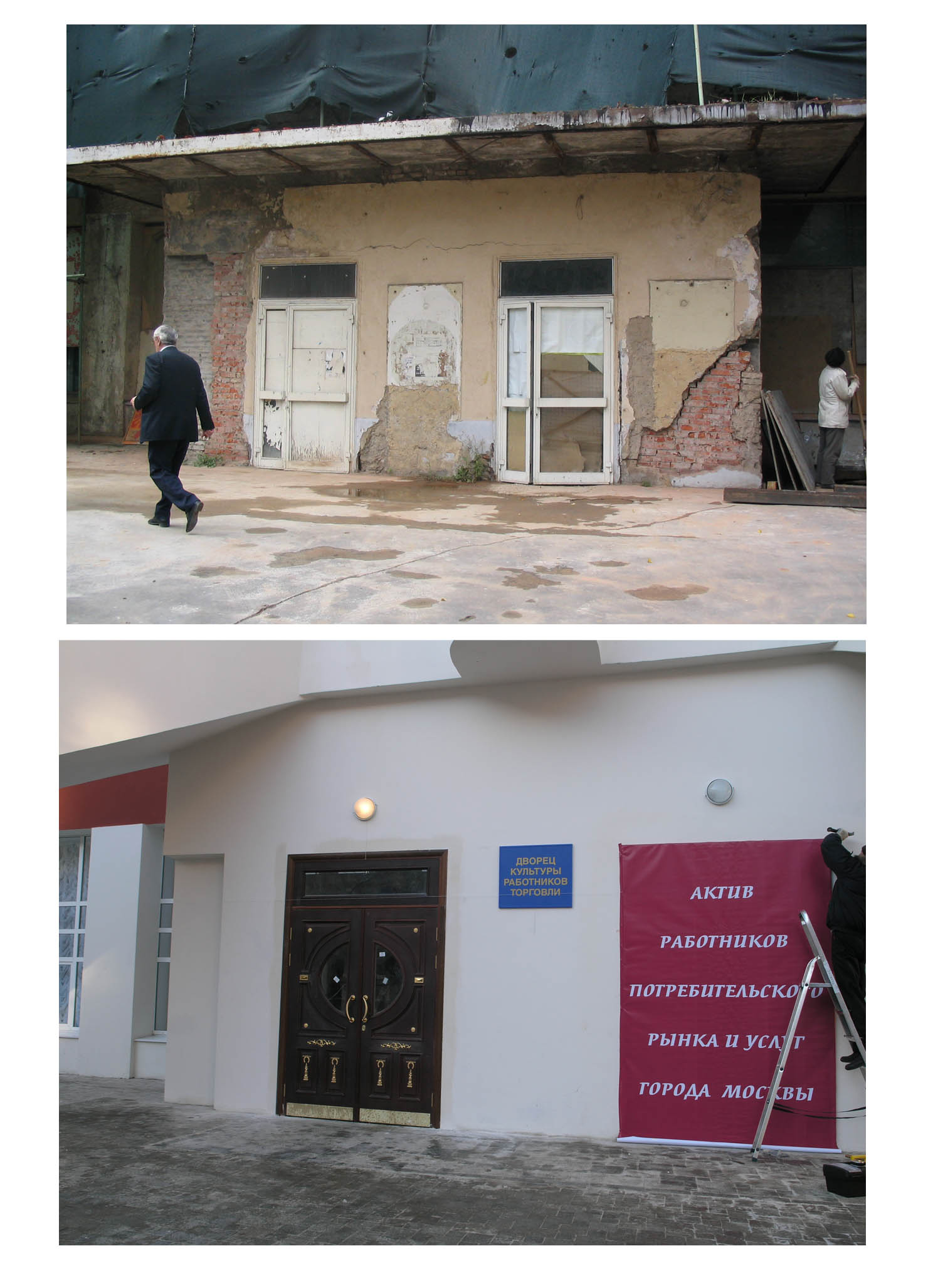
Клуб фабрики «Свобода» до и после реставрации

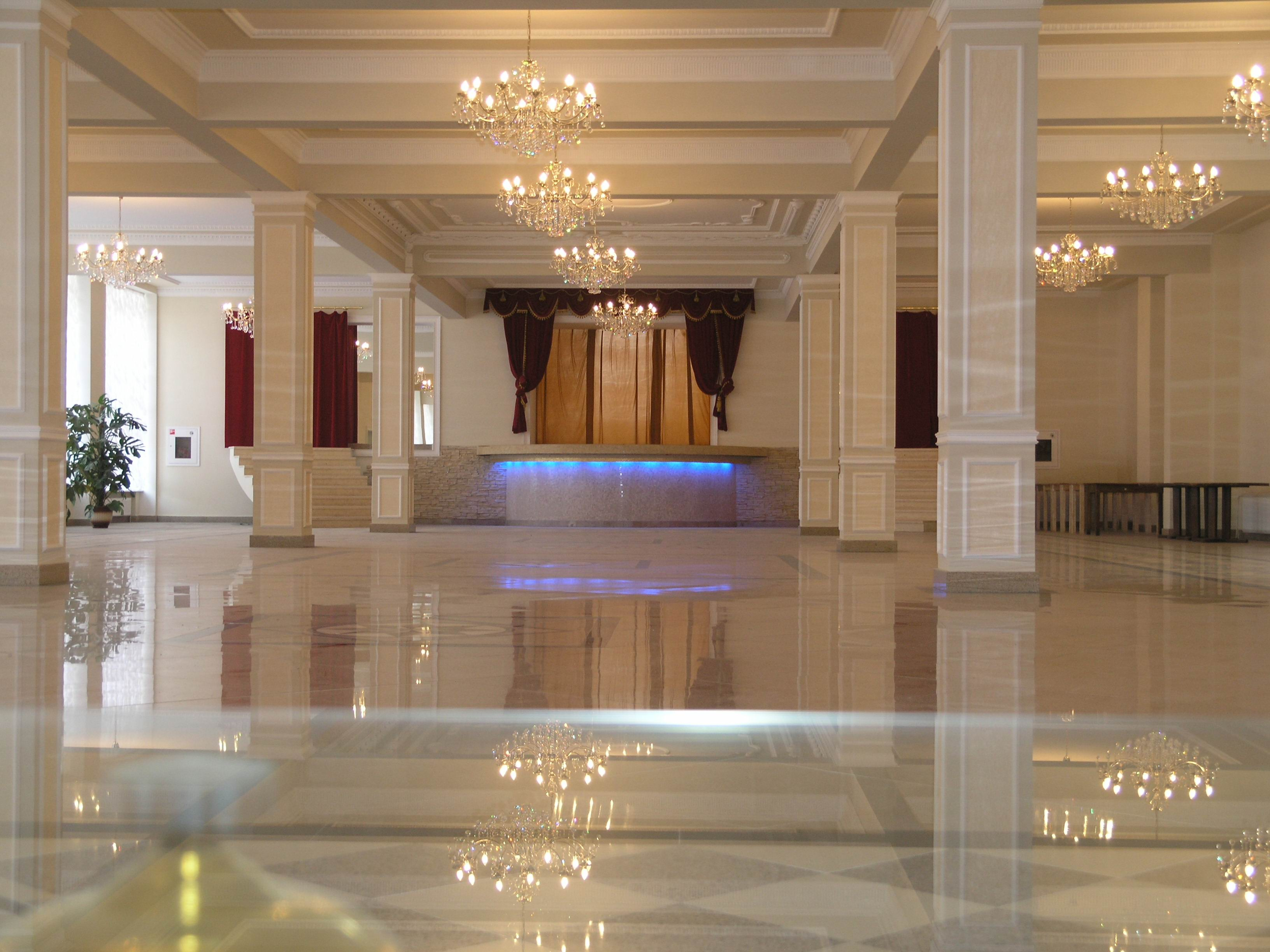
Клуб фабрики «Свобода» после реставрации (внутренние помещения)

Клуб фабрики «Свобода» после реставрации (внутренние помещения)

### Суриковъ-холл
Наряду с воссозданием внешнего облика по чертежам К. С. Мельникова и архивным фотографиям, Компанией «ИНТЭС» была проведена реконструкция интерьеров здания под рекреационный центр «Суриковъ-холл», при этом была изменена первоначальная планировка, а интерьеры здания полностью перестроены в эклектичном стиле.
Решение о реставрации и реконструкции было принято Правительством Москвы.

«Здание, построенное ещё в 20-х годах прошлого столетия (в 1920-х годах) известным российским зодчим Константином Мельниковым, на сегодняшний день признано памятником архитектуры и охраняется ЮНЕСКО.
Сегодня ДК им. Горького вернул свой исторический облик и является одним из немногих отреставрированных произведений этого всемирно-известного гения конструктивизма. Отсюда и некая эклектика в экстерьере и интерьере здания. Лаконичные линии фасада уравновешивают парадную роскошь внутреннего убранства, выдержанного в стиле Эпохи Возрождения и лучших традициях российской аристократии. Ренессанс с его торжественностью „большого стиля“, величественная ясность барокко, затейливая интрига рококо всё здесь дышит спокойной торжественностью и элитарным достоинством…»
 — говорится на официальном сайте, посвящённом отреставрированному памятнику архитектуры, компании «Суриков Холл», которая проводит праздники и мероприятия в обновлённом здании Клуба фабрики «Свобода».

В результате реконструкции в здании памятника архитектуры появились следующие помещения:
- «Серебряное» фойе — зал площадью 602 м² с барной стойкой и небольшой сценой, декорированной искусственным водопадом.
- «Золотой» зал — главный двухъярусный зал Суриковъ-Холла площадью 720 м² украшен золотой лепниной, повторяющей лепнину Юсуповского дворца в Санкт-Петербурге, фресками, тремя большими хрустальными люстрами. В зале устроены «царская» ложа с отдельным банкетным залом, две боковых ложи и балкон. В «Золотом» зале также оборудована профессиональная сцена с акустическим и световым оборудованием.
- три малых зала.
- пять гримёрных с отдельными санузлами.
- двухуровневый гардероб на 1000 мест.

Теперь в обновлённом ДК работников торговли проводятся различные праздничные мероприятия, которые проводит компания «Суриков Холл» (официальный сайт Суриков Холл: ) среди которых:
Торжественный вечер, посвящённый 90-летию со дня рождения председателя Совета ветеранов и труда отрасли «Торговля» города Москвы Митиной В. Н.:

«Впервые в обновлённом, с любовью восстановленном Дворце культуры им. М. Горького работников торговли, в прекрасном здании, созданном когда-то как вдохновенное произведение искусства, как храм культуры, прошла торжественная встреча ветеранов войны и труда. И было очень приятно, что она совпала с 90-летним юбилеем удивительной женщины — председателя Совета ветеранов войны и труда отрасли „Торговля“ города Москвы Валентины Назаровны Митиной…».

На данном мероприятии присутствовал один из руководителей компании ООО «ИНТЭС», которая отреставрировала Клуб фабрики «Свобода». Вот что по этому поводу пишут:

«…Наджарян Сурен Нерсесович — глава инвестиционной строительной компании, который провёл реконструкцию Дворца культуры, заверил юбиляра, в том, что они будут рады видеть ветеранов отрасли в новом Дворце культуры работников торговли на всех мероприятиях и концертах, в работе кружков и клубов по интересам…»

«…Юбиляршу также поздравили президент Московской Ассоциации кулинаров Тамара Николаевна Шарова, глава инвестиционной строительной компании, которая провела реконструкцию Дворца культуры, Сурен Нерсесович Наджарян…»

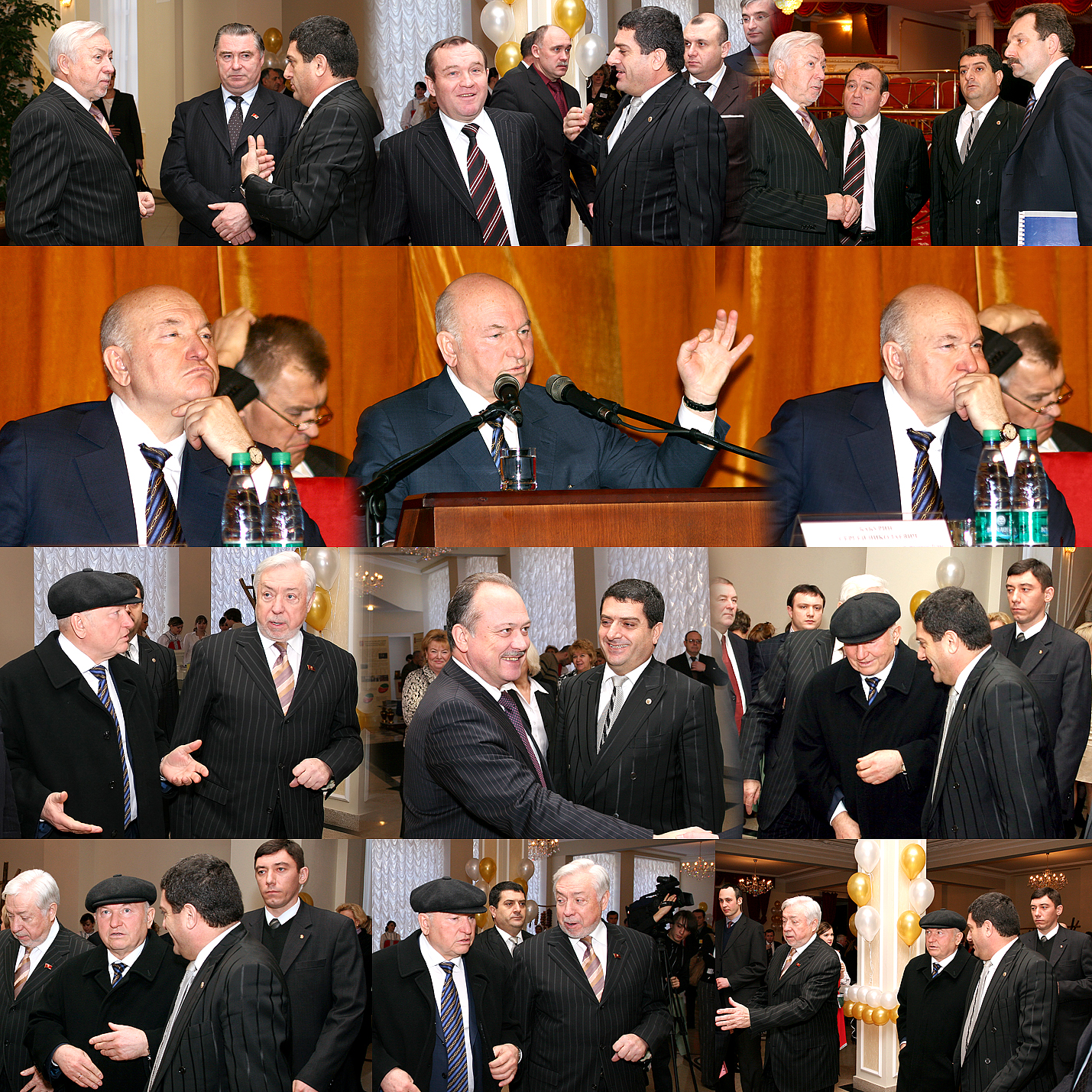
Городской Актив работников торговли потребительского рынка и услуг в обновлённом Клубе фабрики Свобода

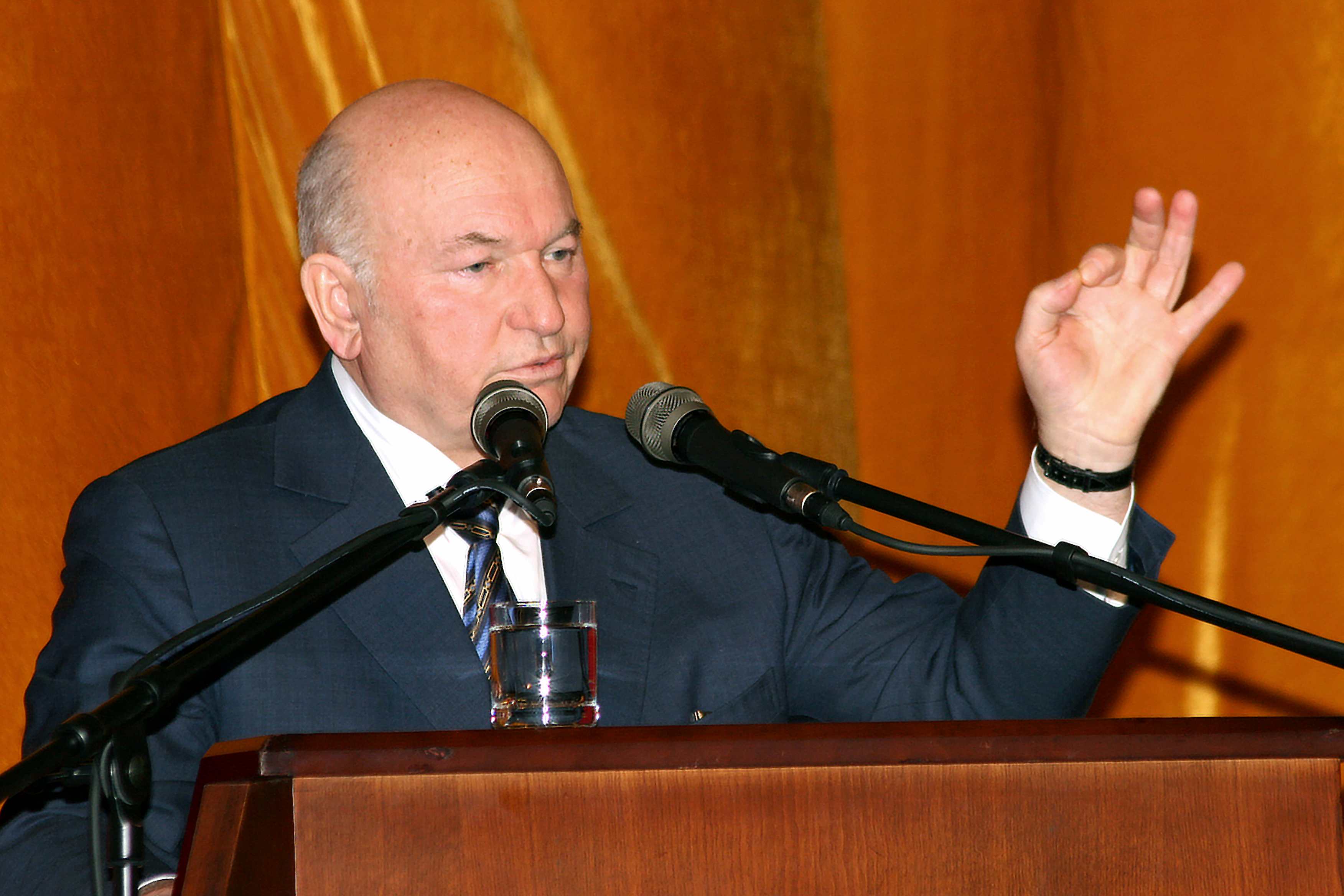
Лужков на Городском Активе работников торговли потребительского рынка и услуг в обновлённом Клубе фабрики Свобода.

Так же местом проведения «Городского Актива работников торговли потребительского рынка и услуг по итогам работы за 2005 год и задачам на 2006 год состоялся 1 марта в Савёловском районе» было выбрано здание Дворца культуры работников торговли на нём присутствовал Ю. М. Лужков.

Другие мероприятия, проводимые в Клубе фабрики «Свобода»:
Вручение премии Luxury Life Awards-2007, вручение премии «Компания года», празднование дня рождения певца Сергея Лазарева, презентация самого высокого здания мира — Пентоминиума. Кроме этого, в здании продолжают проводиться мероприятия Департамента потребительского рынка и услуг г. Москвы и профсоюза работников московской торговли.
В связи с нарушением условий и порядка реализации Распоряжения Правительства Москвы от 20 марта 2003 г. № 425-РП «О реконструкции и реставрации здания-памятника архитектуры „Дворец культуры работников торговли“ (ул. Вятская, д.41а)», а также допущенными нарушениями при производстве работ 21 мая 2008 года Правительство Москвы признало вышеуказанное Распоряжение утратившим силу и постановило рассчитать и принять меры к взысканию с ООО «ИНТЭС» ущерба, нанесённого его действиями памятнику архитектуры.
В мае 2008 года группа жителей Савёловского района обратилась с письмом к Префекту Северного административного округа Ю. А. Хардикову, в котором выразила озабоченность состоянием здания клуба, в частности утратой первоначальных интерьеров, фактами незаконных перепланировок и организации новых подвальных помещений. 19 мая 2008 года был получен ответ Префектуры, в котором дана информация о готовящихся Департаментом потребительского рынка и услуг г. Москвы документах на расторжение инвестиционного контракта с ООО «ИНТЭС».

### На русском
- Константин Степанович Мельников: Архитектура моей жизни. Творческая концепция. Творческая практика / А. Стригалёв, И. Коккинаки. — М.: Искусство, 1985. — 311 с.
- Константин Мельников. Рисунки и проекты: Каталог выставки. — М.: Советский художник, 1989. — 125 с. — ISBN 978-5269001739.
- Адамов О. И. К. С. Мельников. Архитекторское слово в его архитектуре. — М.: Архитектура-С, 2006. — 144 с. — ISBN 5-9647-0091-8.
- Хан-Магомедов С. О. Константин Мельников. — М.: Архитектура-С, 2006. — 296 с. — ISBN 978-5-9647-0095-1.
- Стригалёв А. А. Константин Степанович Мельников. — Москва: Искусство, 1985. — 364 с.
- Хазанова В. Э. Из истории советской архитектуры 1926—1932 гг. Документы и материалы. Рабочие клубы и дворцы культуры. — Москва, 1984.
- Лухманов Н. Архитектура клуба. — М.: Теакинопечать, 1930. — 102 с.

### На английском
- Starr, S. Frederick. Melnikov: Solo Architect in a Mass Society. — Princeton. — Princeton University Press, 1978. — ISBN 0-691-03931-3.
- Pare, Richard. Die verlorene Avantgarde. — Schirmer/Mosel Verlag Gm, 2007. — ISBN 9783829602990.
- MacEl, Otakar, Fosso, Mario. Konstantin S. Mel'Nikov and the Construction of Moscow. — Skira, 2001. — 312 p. — ISBN 9788881185399.
- Khan-Magomedov, Selim. Pioneers of Soviet Architecture: The Search for New Solutions in the 1920s and 1930s. — Thames and Hudson Ltd, 1987. — 491 p. — ISBN 978-0500341025.